# Moca velutina
Moca velutina är en fjärilsart som beskrevs av Walker 1863. Moca velutina ingår i släktet Moca och familjen Immidae. Inga underarter finns listade i Catalogue of Life.